# Черняхівський район
Черняхі́вський райо́н — колишня адміністративно-територіальна одиниця Волинської округи, УРСР, Київської і Житомирської областей УРСР та України. Районний центр — смт Черняхів. Населення становить 29 480 осіб (на 1.01.2014). Площа — 850 км². Утворений 7 березня 1923 року.

## Географія
Межує з Житомирським, Коростишівським, Радомишльським, Хорошівським та Пулинським районами.
Площа району становить 85 тис. га, в тому числі сільськогосподарські угіддя — 71,6 тис. га, з них 48,5 тис. га — рілля.

## Населення
Розподіл населення за віком та статтю (2001):
| Стать | Всього | До 15 років | 15-24 | 25-44 | 45-64 | 65-85 | Понад 85 |
| --- | ------ | ----------- | ----- | ----- | ----- | ----- | -------- |
| Чоловіки | 15 535 | 3299        | 2167  | 4537  | 3624  | 1852  | 56       |
| Жінки | 18 056 | 3117        | 2068  | 4252  | 4289  | 4020  | 310      |
| \| Статево-вікова піраміда \| Статево-вікова піраміда \| Статево-вікова піраміда \| \| ----------------------- \| ----------------------- \| ----------------------- \| \| Чоловіки \| Вік \| Жінки \| \| 56 \| 85 + \| 310 \| \| 129 \| 80-84 \| 466 \| \| 361 \| 75-79 \| 1093 \| \| 699 \| 70-74 \| 1384 \| \| 663 \| 65-69 \| 1077 \| \| 1059 \| 60-64 \| 1527 \| \| 649 \| 55-59 \| 890 \| \| 913 \| 50-54 \| 885 \| \| 1003 \| 45-49 \| 987 \| \| 1119 \| 40-44 \| 1095 \| \| 1218 \| 35-39 \| 1062 \| \| 1070 \| 30-34 \| 1014 \| \| 1130 \| 25-29 \| 1081 \| \| 1012 \| 20-24 \| 941 \| \| 1155 \| 15-20 \| 1127 \| \| 1311 \| 10-14 \| 1218 \| \| 1123 \| 5-9 \| 1058 \| \| 865 \| 0-4 \| 841 \| |        |             |       |       |       |       |          |
| Статево-вікова піраміда |        |             |       |       |       |       |          |
| Чоловіки | Вік    | Жінки       |       |       |       |       |          |
| 56 | 85 +   | 310         |       |       |       |       |          |
| 129 | 80-84  | 466         |       |       |       |       |          |
| 361 | 75-79  | 1093        |       |       |       |       |          |
| 699 | 70-74  | 1384        |       |       |       |       |          |
| 663 | 65-69  | 1077        |       |       |       |       |          |
| 1059 | 60-64  | 1527        |       |       |       |       |          |
| 649 | 55-59  | 890         |       |       |       |       |          |
| 913 | 50-54  | 885         |       |       |       |       |          |
| 1003 | 45-49  | 987         |       |       |       |       |          |
| 1119 | 40-44  | 1095        |       |       |       |       |          |
| 1218 | 35-39  | 1062        |       |       |       |       |          |
| 1070 | 30-34  | 1014        |       |       |       |       |          |
| 1130 | 25-29  | 1081        |       |       |       |       |          |
| 1012 | 20-24  | 941         |       |       |       |       |          |
| 1155 | 15-20  | 1127        |       |       |       |       |          |
| 1311 | 10-14  | 1218        |       |       |       |       |          |
| 1123 | 5-9    | 1058        |       |       |       |       |          |
| 865 | 0-4    | 841         |       |       |       |       |          |

Національний склад населення за даними перепису 2001 року:
| Національність | Кількість осіб | Відсоток |
| -------------- | -------------- | -------- |
| українці       | 32755          | 97,29 %  |
| росіяни        | 482            | 1,43 %   |
| поляки         | 205            | 0,61 %   |
| білоруси       | 63             | 0,19 %   |
| цигани         | 55             | 0,16 %   |
| інші           | 108            | 0,32 %   |

Мовний склад населення за даними перепису 2001 року:
| Мова       | Кількість осіб | Відсоток |
| ---------- | -------------- | -------- |
| українська | 33189          | 98,58 %  |
| російська  | 425            | 1,26 %   |
| білоруська | 27             | 0,08 %   |
| інші       | 27             | 0,08 %   |

За даними перепису населення СРСР 1939 року чисельність населення району становила 49 395 осіб, з них українців — 40 144, росіян — 1 385, німців — 3 620, євреїв — 1 710, поляків — 1 043, чехів — 1 195, інших — 1 493.

## Історія
Район утворений 7 березня 1923 року в складі Житомирської округи з 29 сільських рад Черняхівської, Бежівської та Пулинської волостей Житомирського повіту Волинської губернії.
2 вересня 1930 року було скасовано поділ УРСР на округи, через що, від 15 вересня 1930 року, Черняхівський район, як і решта окремих адміністративних одиниць, перейшов у безпосереднє підпорядкування до республіканського центру.
9 лютого 1932 року район увійшов до складу новоствореної Київської області.
Внаслідок Голодомору 1932—1933 за даними різних джерел, у районі загинуло 2095 чол., на сьогодні встановлено імена 1246 чол..
22 вересня 1937 року було утворено Житомирську область з Черняхівським районом у складі.
В 1941-43 роках територія району входила до складу гебітскомісаріату Житомир Генеральної округи Житомир.
В 1950-х — першій половині 60-х склад району зазнавав суттєвих змін через проведення адміністративно-територіальної реформи: частину сільських рад району було ліквідовано, до складу району було приєднано частину Потіївського та весь Володарсько-Волинський район, котрі були розформовані. Тривав обмін сільськими радами із сусідніми Коростишівським, Радомишльським, Червоноармійським районами. Після відновлення Володарсько-Волинського району, 8 грудня 1966 року, до його складу відійшли 16 сільрад, що належали йому до ліквідації.
Ліквідований відповідно до постанови Верховної Ради України від 17 липня 2020 року «Про утворення та ліквідацію районів».

## Адміністративний устрій
Адміністративно-територіально район поділяється на 2 сільські територіальні громади, 2 селищні ради та 15 сільських рад, які об'єднують 56 населених пунктів (2 села знаходяться в складі Оліївської сільської громади Житомирського району) та підпорядковані Черняхівській районній раді. Адміністративний центр — смт Черняхів.

## Політика
25 травня 2014 року відбулися Президентські вибори України. У межах Черняхівського району було створено 47 виборчих дільниць. Явка на виборах складала — 64,84 % (проголосували 15 175 із 23 405 виборців). Найбільшу кількість голосів отримав Петро Порошенко — 58,50 % (8 877 виборців); Юлія Тимошенко — 16,82 % (2 553 виборців), Олег Ляшко — 11,50 % (1 745 виборців), Сергій Тігіпко — 4,18 % (635 виборців). Решта кандидатів набрали меншу кількість голосів. Кількість недійсних або зіпсованих бюлетенів — 1,08 %.

## Пам'ятки
- Пам'ятки історії Черняхівського району
- Пам'ятки монументального мистецтва Черняхівського району